# 의료정보학
의료정보학(醫療情報學, 영어: health informatics, health information systems, health care informatics, healthcare informatics, medical informatics, nursing informatics, clinical informatics, biomedical informatics) 또는 정보의학(情報醫學)으로 불린다.
대표적으로 EHR이 있다. 간단히 말해서 종이 차트 대신 진료기록을 모두 컴퓨터에 정리해 업로드하는 것이다.
그 장점으로 금전적 이득,프라이버시 강화,의사입장에서 높은 접근성, 오류 제거하고 너 나은 치료 제공 가능, 연속성있는 치료(과거 처방바탕으로 치료)등이 있다.
NHIN(national health information network)가 건의되고 있지만 프라이버시때문에 아직 큰 전진이 없다.

## 관련 기관

### 미국
의료정보학은 매우 빠른 속도로 의과대학의 교육과 연구에 도입 통합되고 있다. 미국내의 의료정보학 교육 프로그램의 간략한 목록은 다음과 같다. (UCDavis의 레퍼런스 참조)
- Beth Israel Hospital/Harvard University, The Division for Clinical Computing, Boston, MA
- University of California, Davis, Medical Informatics Graduate Program, Davis, CA
- University of California, San Francisco, Medical Information Science, San Francisco, CA
- Centers for Disease Control (CDC), Public Health Informatics Fellowship Program, Atlanta, GA
- Columbia University, Department of Medical Informatics, New York, NY
- Duke University, Division of Medical Informatics, Durham, NC
- University of Florida, Office of Medical Informatics, Gainesville, FL
- Harvard-MIT Division of Health Sciences and Technology, Medical Informatics, Boston, MA
- Indiana University,Health Informatics,School of Informatics,Indianapolis,IN  보관됨 2010-08-07 - 웨이백 머신
- The NLM's Lister Hill National Center for Biomedical Communications, Medical Informatics, Bethesda, MD
- Massachusetts Institute of Technology, Laboratory of Computer Science Clinical Decision Making Group, Boston, MA
- University of Minnesota, Division of Health Computer Sciences, Twin Cities, MN
- University of Missouri-Columbia, Dept. of Health Management & Informatics, Columbia, MO
- Mount Sinai Medical Center, Center for Medical Informatics, Manhattan, NY
- Oregon Health Sciences University, Biomedical Information Communication Center, Portland, OR
- University of Pittsburgh, Section of Medical Informatics, Pittsburgh, PA
- Stanford University, Section on Medical Informatics in Department of Medicine, Palo Alto, CA
- University of Texas, Houston, Health Science Center, Health Informatics, Houston, TX
- University of Utah, Department of Medical Informatics, Salt Lake City, UT
- Vanderbilt University Medical Center - Informatics Center, Nashville, TN
- University of Victoria, Health Information Science, Victoria, BC, Canada
- University of Wisconsin, Department of Biostatistics & Medical Informatics, Madison, WI
- Yale University, Yale Center for Medical Informatics, New Haven, CT

미국 내에서 의료정보학 교육과 연구의 역사와 전통을 주도하는 기관으로는 스탠퍼드 의대 (1960년대부터), 컬럼비아의대, 하버드/MIT, 유타, 미네소타, 듀크 등과 미국 국립보건원(NIH) 및 NLM, CDC의 다양한 연구 및 교육프로그램을 들 수 있다. 특히 보건원에서는 의료정보학을 향후 미국의학의 전략 분야로 선정 14개 주요 병원에 박사후 펠로우쉽 기금을 매년 제공하여 인재 양성을 지원하고 있다. 특기할 만한 상황으로는 스탠퍼드, 컬럼비아, 하버드/MIT 등의 명문이 최근 Bioinformatics과정을 급속히 통합하여 Biomedical Informatics로의 진화를 시도하고 있는 점이다.
의료정보학의 교과과정 확립과 통합의 역사는 대학들이 연구중심으로 진화한 미국의 경우보다 유럽에서 더 앞서 있는 경향이 있다. 예를 들어 프랑스의 경우 의료정보학 교과에 이미 80년대 초부터 매우 많은 시간을 할당한 강좌가 열려 왔고, 독일과 함께 의사국가고시의 필수과목이다. 하지만, 유럽은 국가에 따른 편차가 심한 편이다. 네덜란드는 거의 전 의과대학에 의료정보학 과가 개설되어 학과장 중심으로 운영되고 있는 반면, 오스트리아의 경우는 독립된 교실이 거의 없다고 한다. 전 세계적인 의료정보학 교육기관의 현황을 알 수 있는 곳은 독일 프라이부르그 대학의 링크를 들 수 있다.
https://web.archive.org/web/20021208171034/http://www.imbi.uni-freiburg.de/medinf/mi_list.htm
주로 미국내의 교육기관은 듀크의료정보학과에 잘 정리되어 있다.
https://web.archive.org/web/20010603064446/http://dmi-www.mc.duke.edu/dukemi/misc/links.html

### 대한민국
대한민국에서는 1987년 대한의료정보학회의 설립과, 1998년 세계의료정보학회 (World Congress on Medical Informatics: MedInfo'98)의 개최를 통해 널리 알려지게 되었다.
- 서울대학교 의생명지식공학연구실
- 서울대학교 스누비 연구실
- 순천향대학교 의료과학대학 의료IT공학과

## 학술지 목록
의료정보학 관련 학술잡지의 간략한 목록은 다음과 같다.
- Artificial Intelligence in Medicine
- Bioinformatics
- Computers and Biomedical Research (J Biomedical Informatics)
- Computers in Biology and Medicine
- Computer Methods and Programs in Biomedicine
- Computational Biology
- International Journal of Medical Informatics
- Healthcare Informatics
- Health Informatics Europe
- Health & Medical Informatics Digest
- Informatics Review
- Journal of the American Medical Informatics Association (JAMIA) [Abstracts]
- MD Computing
- Medical Computing Today
- Medical Decision Making (MDM): Official Journal of the Society for Medical Decision Making
- Methods of Information in Medicine
- TeleMed-E-Zine
- Telemedicine Today
- 임상의료정보학입문: Introduction to Clinical Informatics, Patrice Degoulet and Marius Fieshi, 1997, Springer, New York, NY, (번역) 신영수, 김주한, 이기한, 이병국, 이행, 최성우 (공역)
- 보건의료정보학 (1999) 대한의료정보학회간, 현문사, 서울
- 대한의료정보학회지 및 학술대회 초록집

- Proceedings:
  - AMIA
  - MIE (Medical Informatics Europe)
  - MEDINFO
  - IMIA Yearbook

## 같이 보기
- 메딕얼러트(영어판)
- 의료 ID 태그(영어판)